# Bremeria scabridior
Bremeria scabridior är en måreväxtart som först beskrevs av Herbert Fuller Wernham, och fick sitt nu gällande namn av Sylvain G. Razafimandimbison och Grecebio Jonathan D. Alejandro. Bremeria scabridior ingår i släktet Bremeria och familjen måreväxter.
Artens utbredningsområde är Madagaskar. Inga underarter finns listade i Catalogue of Life.